# Ferrara (provincie)

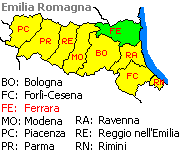
Ferrara in de regio Emilia-Romagna

De provincie Ferrara is gelegen in de Noord-Italiaanse regio Emilia-Romagna. Ze grenst in het noorden aan de provincies Rovigo (Veneto) en Mantua (Lombardije), in het oosten aan Modena en in het zuiden aan de metropolitane stad Bologna en de provincie Ravenna.
Het territorium van de provincie Ferrara ligt ingeklemd tussen de rivieren de Po en de Reno, de eerste vormt de grens met de regio Veneto de tweede met de streek Romagna. Het is een van de weinige geheel vlakke provincies van Italië. De hoofdstad Ferrara ligt aan een van de zijrivieren van de Po, de Po di Volano. Sinds 1995 staat het oude centrum van de stad op de lijst van werelderfgoederen van UNESCO. De belangrijkste bezienswaardigheden in het middeleeuwse centrum zijn de kathedraal met zijn bijzondere façade en het Castello Estense die op een steenworp afstand van elkaar liggen. Bijzonder opvallend is ook het grote aantal fietsers in de stad. In het uiterste westen van de provincie ligt Cento met eveneens een goed bewaard historisch centrum.
Het oosten van de provincies telt vele polders en dijken. Vooral in de directe omgeving van het stadje Comacchio is veel land drooggelegd, waaronder de enorme polder Bonifica Valle del Mezzano. Comacchio doet denken aan Venetië en Chioggia met al zijn kanalen en bruggen. Vlak bij Comacchio liggen aan de kust een aantal badplaatsen die samen de naam Lidi di Comacchio dragen. Ten noorden van Comacchio ligt de Abdij van Pomposa met zijn hoge 11e-eeuwse toren.

## Belangrijke plaatsen
- Ferrara (130.461 inw.)
- Cento (31.631 inw.)
- Comacchio (19.887 inw.)

## Foto's

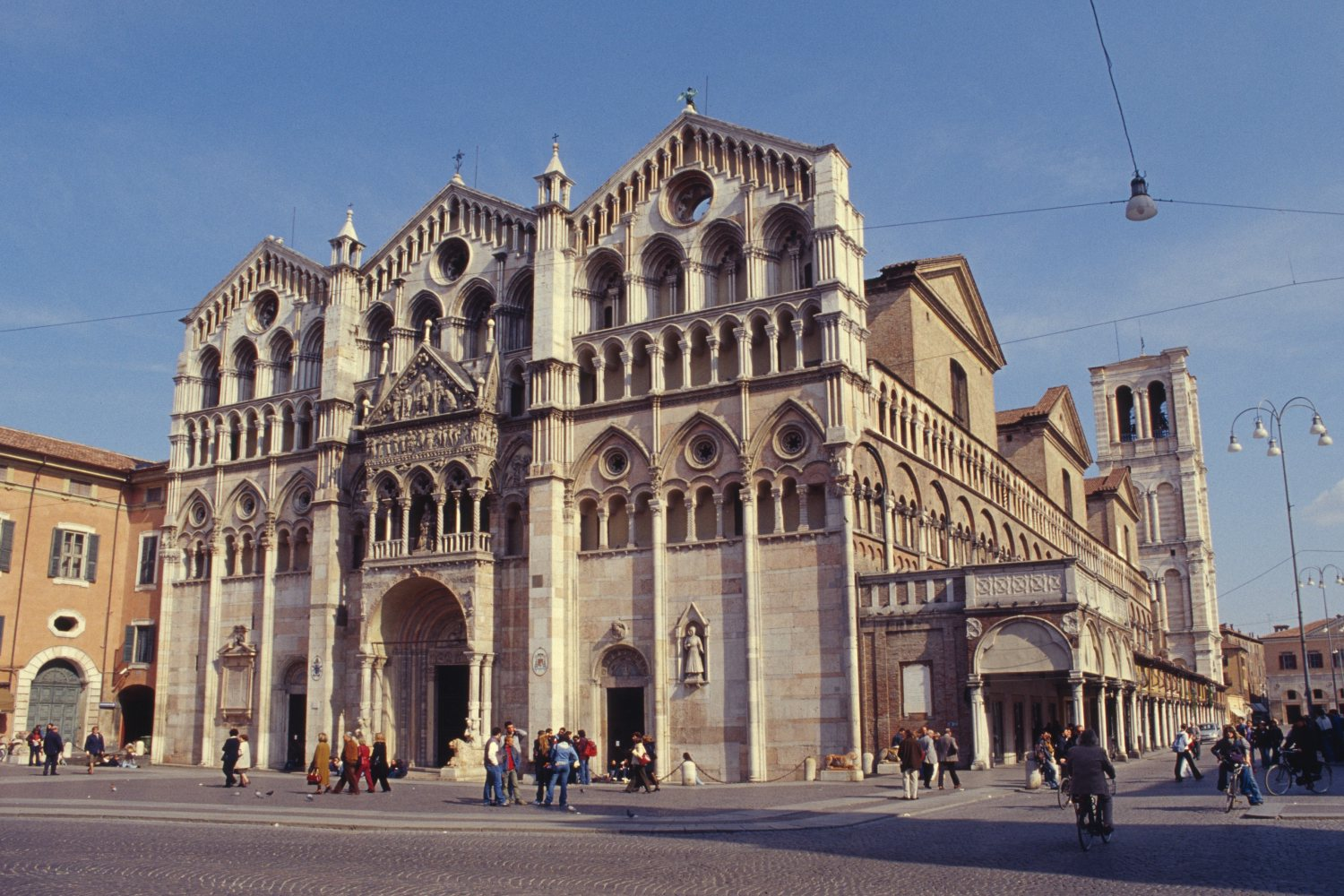
Kathedraal in Ferrara
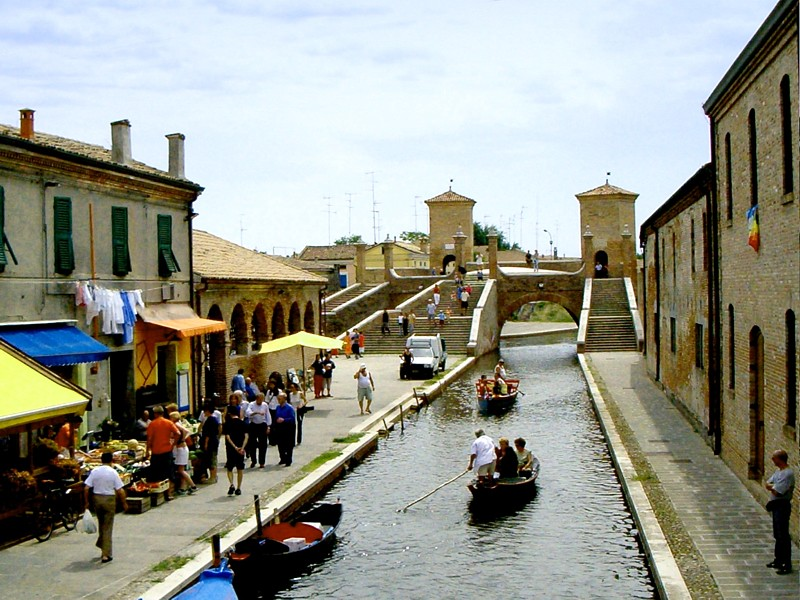
Comacchio